# Bette Midler
Bette Midler (Honolulu, 1º dicembre 1945) è una cantante e attrice statunitense.
Attrice comica e cantante, nel corso della sua carriera Bette Midler ha vinto tre Grammy, tre Emmy, due Tony Award, quattro Golden Globe ed è stata candidata due volte al Premio Oscar alla migliore attrice. Ha venduto oltre 30 milioni di dischi in tutto il mondo.

## Biografia
Di origini ebraiche e italiane, è la terza dei quattro figli di Ruth Schindel, sarta e casalinga, e di Fred Miller, imbianchino, inizialmente impiegato nella Marina e di in seguito per le case. La madre la chiamò così in onore dell'attrice Bette Davis. Inizia a frequentare l'Università delle Hawaii e si mantiene lavorando come operaia in un conservificio di ananas. Debutta con un piccolo ruolo nel film Hawaii. Successivamente si trasferisce a New York per prendere lezioni all'Actors Studio, all'epoca diretto da Lee Strasberg.

### Dal 1970 al 1980
Comincia a lavorare a Broadway nello spettacolo Il violinista sul tetto che porterà in scena fino al 1969. Durante quel periodo la sorella più grande, Judith, la va a trovare per assistere alla sua rappresentazione, ma viene uccisa in un taxi. Nel 1970 riceve un Tony Award per il suo lavoro a Broadway, e inizia a cantare in alcuni locali e nei bar di alcune saune gay di New York. In quell'occasione conosce Barry Manilow, con cui nasce una forte amicizia, nonché un sodalizio artistico grazie al quale nel 1972 Midler pubblica il suo primo album The Divine Miss M, per il quale vince un Grammy Award nel 1973. Ha duettato con Tom Waits nel brano I Never Talk To Strangers dell'album Foreign Affairs del 1976.
Intanto nel 1979 debutta al cinema, e viene nominata come miglior attrice agli Oscar per la sua interpretazione della cantante rock "dannata" nel film The Rose, ispirato alla vita di Janis Joplin, in cui Midler si esibisce cantando con la propria voce.

### Dal 1980 al 2000
Nel 1985 partecipa al brano We Are the World, progetto umanitario per USA for Africa, e partecipa al Live Aid tenutosi a Filadelfia. Nel 1986 firma un contratto con la Touchstone Pictures e recita nel film Su e giù per Beverly Hills. Nel 1991 ottiene la seconda nomination agli Oscar per la sua interpretazione in Giorni di gloria... giorni d'amore. Nel 1993 ha interpretato Rose Hovick nel film TV Gypsy, per cui ha vinto il Golden Globe per la miglior attrice in una mini-serie o film per la televisione.
Successivamente inizia una serie di successi come attrice da commedia. Interpreta infatti ruoli da spumeggiante protagonista in una serie di film esilaranti, come Affari d'oro (1988), Il club delle prime mogli (1996), con Goldie Hawn e Diane Keaton, e Questo pazzo sentimento (1997). Nel 1988 si cala anche in un ruolo drammatico nel film Spiagge, e balza alla nº1 delle classifiche statunitensi con il brano Wind Beneath My Wings, tema portante del film.

### Dal 2000 a oggi
Negli ultimi anni continua a mietere successi in teatro e a concedersi al cinema in alcune brillanti partecipazioni come in What Women Want - Quello che le donne vogliono (non accreditata), del 2000, con Mel Gibson e ne La donna perfetta, del 2004, con Nicole Kidman.
Dopo aver partecipato come protagonista, insieme a Billy Crystal alla commedia Parental Guidance (uscito in Italia l'11 luglio 2013), la casa discografica A & F Music e MBST Entertainment, hanno stipulato un contratto con l'artista per nuovi progetti teatrali, cinematografici e soprattutto musicali. L'attrice è stata protagonista a Broadway di una nuova opera teatrale, dal titolo I'll Eat You Last: A Chat With Sue Mengers, dello sceneggiatore John Logan e successivamente ha iniziato le registrazioni di un nuovo album, previsto per l'anno seguente. Intanto, il 14 febbraio 2013, ha partecipato, come giudice, al programma americano Project Runway, in onda sul canale Lifetime.
Il 4 novembre 2014 esce il primo album studio della cantante dopo otto anni, da titolo It's the Girls!. L'album contiene 15 tracce ed è una raccolta di canzoni di gruppi femminili che hanno segnato gli ultimi sette decenni della musica, rivisitati e riarrangiati da Marc Shaiman. In contemporanea all'uscita dell'album, il sito ufficiale della cantante ha annunciato le prime date del tour americano, partito da Hollywood l'8 maggio 2015.
Nel 2017 torna a Broadway a cinquant'anni dal debutto nel musical Il violinista sul tetto: interpreta Dolly Levi in un revival del musical di Jerry Herman Hello, Dolly! e per la sua performance vince il Tony Award alla miglior attrice protagonista in un musical.
Nel 2019 presta la voce alla Nonna nel nuovo film di animazione in CGI La famiglia Addams (The Addams Family).

## Vita privata
Bette Midler è sposata dal 1984 con l'artista Martin von Haselberg, di origine argentine, con cui ha avuto una figlia nel 1986, Sophie Frederica Alohilani Von Haselberg. Negli anni settanta è stata anche compagna dell'attore Peter Riegert. Midler è la fondatrice della fondazione non-profit New York Restoration Project, attiva dal 1995, che si occupa di ripristinare e rivitalizzare gli spazi aperti nella città di New York.

## Filmografia

### Attrice

#### Cinema
- Hawaii, regia di George Roy Hill (1966) - non accreditata
- Inchiesta pericolosa (The Detective), regia di Gordon Douglas (1968) - non accreditata
- La ragazza di Tony (Goodbye), regia di Larry Peerce (1969) - non accreditata
- The Thorn, regia di Peter McWilliams (1971)
- The Rose, regia di Mark Rydell (1979)
- Un giocatore troppo fortunato (Jinxed!), regia di Don Siegel (1982)
- Su e giù per Beverly Hills (Down and Out in Beverly Hills), regia di Paul Mazursky (1986)
- Per favore, ammazzatemi mia moglie (Ruthless People), regia di Jim Abrahams, David Zucker e Jerry Zucker (1986)
- Una fortuna sfacciata (Outrageous Fortune), regia di Arthur Hiller (1987)
- Affari d'oro (Big Business), regia di Jim Abrahams (1988)
- Spiagge (Beaches), regia di Garry Marshall (1988)
- Stella, regia di John Erman (1990)
- Storie di amori e infedeltà (Scenes from a Mall), regia di Paul Mazursky (1991)
- Giorni di gloria... giorni d'amore (For the Boys), regia di Mark Rydell (1991)
- Hocus Pocus, regia di Kenny Ortega (1993)
- Get Shorty, regia di Barry Sonnenfeld (1995)
- Il club delle prime mogli (The First Wives Club), regia di Hugh Wilson (1996)
- Questo pazzo sentimento (That Old Feeling), regia di Carl Reiner (1997)
- Fantasia 2000, regia di registi vari (1999)
- Chi ha ucciso la signora Dearly? (Drowning Mona), regia di Nick Gomez (2000)
- Non è fantastica? (Isn't She Great), regia di Andrew Bergman (2000)
- What Women Want - Quello che le donne vogliono (What Women Want), regia di Nancy Meyers (2000)
- La donna perfetta (The Stepford Wives), regia di Frank Oz (2004)
- Quando tutto cambia (Then She Found Me), regia di Helen Hunt (2007)
- The Women, regia di Diane English (2008)
- Parental Guidance, regia di Andy Fickman (2012)
- Freak Show, regia di Trudie Styler (2017)
- The Glorias, regia di Julie Taymor (2020)
- Hocus Pocus 2, regia di Anne Fletcher (2022)
- Una torta per l'uomo giusto (Sitting in Bars with Cake), regia di Trish Sie (2023)
- The Fabulous Four, regia di Jocelyn Moorhouse (2024)

#### Televisione
- Gypsy, regia di Emile Ardolino – film TV (1993)
- Seinfeld – serie TV, 1 episodio (1995)
- La tata (The Nanny) – serie TV, episodio 4x23 (1997)
- Murphy Brown – serie TV, 1 episodio (1998)
- Jackie's Back – film TV (1999)
- Bette – serie TV, 18 episodi (2000-2001)
- The Politician – serie TV (2019-2020)
- Coastal Elites – film TV (2020)

#### Cortometraggi
- The Lottery (1989)

### Doppiatrice
- Scarecrow in a Garden of Cucumbers (1972)
- Vegetable Soup - serie TV, 1 episodio (1976)
- Oliver & Company, regia di George Scribner (1988)
- Shelley Duvall's Bedtime Stories - serie TV, 1 episodio (1992)
- I Simpson - serie TV, 1 episodio (1993)
- Cani & gatti - La vendetta di Kitty (Cats & Dogs: The Revenge of Kitty Galore), regia di Brad Peyton (2010)
- La famiglia Addams (The Addams Family), regia di Conrad Vernon e Greg Tiernan (2019) - Nonna Addams
- La famiglia Addams 2 (The Addams Family 2), regia di Greg Tiernan, Laura Brousseau e Kevin Pavlovic (2021) - Nonna Addams

## Teatro
- Fiddler on the Roof, musiche di Jerry Bock, libretto di Sheldon Harnick e Joseph Stein, regia di Jerome Robbins. Imperial Theatre di New York (1967)
- Salvation, musiche e libretto di Peter Link, regia di Robert Montgomery. The Village Gate di New York (1970)
- I'll Eat You Last: A Chat with Sue Mengers, di John Logan, regia di Joe Mantello. Booth Theatre di New York (2013)
- Hello, Dolly!, musiche di Jerry Herman, libretto di Michael Stewart, regia di Jerry Zaks. Shubert Theatre di New York (2017)

## Riconoscimenti
- Premio Oscar
  - 1980 – Candidatura per la miglior attrice per The Rose
  - 1992 – Candidatura per la miglior attrice per Giorni di gloria... giorni d'amore
- Golden Globe
  - 1980 – Migliore attrice debuttante per The Rose
  - 1980 – Migliore attrice in un film commedia o musicale per The Rose
  - 1981 – Candidatura per la migliore attrice in un film commedia o musicale per Divine Madness!
  - 1987 – Candidatura per la migliore attrice in un film commedia o musicale per Su e giù per Beverly Hills
  - 1988 – Candidatura per la migliore attrice in un film commedia o musicale per Una fortuna sfacciata
  - 1992 – Migliore attrice in un film commedia o musicale per Giorni di gloria... giorni
  - 1994 – Miglior attrice in una mini-serie o film per la televisione per Gypsy
  - 2001 – Candidatura per la miglior attrice in una serie commedia o musicale
- Premio Emmy
  - 1978 – Miglior speciale comico, di varietà o musicale per Bette Midler: Ol' Red Hair Is Back
  - 1978 – Candidatura per la miglior sceneggiatura di uno speciale comico, di varietà o musicale per Bette Midler: Ol' Red Hair Is Back
  - 1992 – Miglior performance in un programma di varietà o musicale per The Tonight Show Starring Johnny Carson
  - 1994 – Miglior attrice protagonista in una miniserie o speciale TV per Gypsy
  - 1997 – Candidatura per il miglior speciale di varietà, musicale o comico per Bettle Midler in Concert: Diva Las Vegas
  - 1997 – Miglior performance in un varietà o programma musicale per Bette Midler in Concert: Diva Las Vegas
  - 1998 – Candidatura per la migliore attrice guest star in una serie commedia per Murphy Brown
  - 2011 – Candidatura per il miglior programma di varietà, musicale o comico per Bette Midler: The Showgirl Must Go On
  - 2020 – Candidatura per la migliore attrice guest star in una serie commedia per The Politician
- Grammy Award
  - 1974 – Miglior artista esordiente
  - 1974 – Candidatura per il miglior album dell'anno per The Divine Miss M
  - 1974 – Candidatura per la miglior interpretazione vocale femminile pop per Boogie Woogie Bugle Boy
  - 1981 – Candidatura per la registrazione dell'anno per The Rose
  - 1981 – Miglior interpretazione vocale femminile pop per The Rose
  - 1987 – Candidatura per la miglior registrazione comica per Mud Will Be Flung Tonight
  - 1990 – Candidatura per la miglior registrazione per bambini per Oliver & Company
  - 1990 – Miglior album dell'anno per Wind Beneath My Wings
  - 1991 – Candidatura per il miglior album dell'anno per From a Distance
  - 1991 – Candidatura per la miglior interpretazione vocale femminile pop per From a Distance
  - 2004 – Candidatura per il miglior album di pop tradizionale per Bette Midler Sings the Rosemary Clooney Songbook
  - 2007 – Candidatura per il miglior album di pop tradizionale per Bette Midler Sings the Peggy Lee Songbook
  - 2008 – Candidatura per il miglior album di pop tradizionale per Cool Yule
  - 2018 – Candidatura per il miglior album di un musical teatrale per Hello, Dolly!
- Tony Award
  - 1974 – Premio speciale
  - 2015 – Tony Award alla miglior attrice protagonista in un musical per Hello, Dolly!

## Doppiatrici italiane
Nelle versioni in italiano delle opere in cui ha recitato, Bette Midler è stata doppiata da:
- Manuela Andrei in Su e giù per Beverly Hills, Per favore, ammazzatemi mia moglie, Una fortuna sfacciata, Spiagge, Gypsy, Get Shorty
- Solvejg D'Assunta in The Rose, Storie di amori e infedeltà, Il club delle prime mogli, Questo pazzo sentimento, Fantasia 2000
- Carmen Onorati in Chi ha ucciso la signora Dearly?, La donna perfetta, The Women
- Ludovica Modugno in Quando tutto cambia, The Politician
- Antonella Giannini in The Glorias, Hocus Pocus 2
- Mirella Pace in Un giocatore troppo fortunato
- Paila Pavese in Affari d'oro
- Maria Pia Di Meo in Stella
- Vittoria Febbi in Giorni di gloria... giorni d'amore
- Germana Dominici in Hocus Pocus
- Graziella Porta in Non è fantastica?
- Rita Savagnone in What Women Want - Quello che le donne vogliono
- Sonia Scotti in Bette
- Monica Pariante in Parental Guidance
- Roberta Greganti in Freak Show
- Angiola Baggi in Una torta per l'uomo giusto

Da doppiatrice è sostituita da:
- Loredana Bertè ne La famiglia Addams, La famiglia Addams 2
- Germana Dominici in Oliver & Company (dialoghi)
- Maria Cristina Brancucci in Oliver & Company (canto)
- Claudia Razzi in Cani e gatti - La vendetta di Kitty

## Discografia

### Album studio
- 1972 - The Divine Miss M (Atlantic Records, SD 7238)
- 1973 - Bette Midler (Atlantic Records, SD 7270)
- 1976 - Songs for the New Depression (Atlantic Records, ATL 50 212)
- 1977 - Broken Blossom (Atlantic Records, ATL 50 432)
- 1979 - Thighs and Whispers (Atlantic Records, SD 16004)
- 1983 - No Frills (Atlantic Records, 80070-1)
- 1984 - Mud Will Be Flung Tonight (spoken word)
- 1990 - Some People's Lives (Atlantic Records, 82129-1)
- 1995 - Bette of Roses
- 1998 - Bathhouse Betty
- 2000 - Bette
- 2003 - Bette Midler Sings the Rosemary Clooney Songbook (Columbia, 512506 2)
- 2005 - Bette Midler Sings the Peggy Lee Songbook
- 2006 - Cool Yule
- 2014 - It's the Girls!

### Colonne sonore
- 1979 - The Rose - The Original Soundtrack Recording (Atlantic Records, SD 16010)
- 1980 - Divine Madness (Atlantic Records, SD 16022)
- 1988 - Beaches (Original Soundtrack Recording) (Atlantic Records, 81933-1)
- 1991 - For the Boys - soundtrack
- 1993 - Gypsy - soundtrack
- 2018 - Hello, Dolly! - Broadway Revival Cast Recording

### Album dal vivo
- 1977 - Live at Last (Atlantic Records, SD 2-9000)
- 1980 - Divine Madness (Atlantic Records, SD 16022)
- 1997 - Classic Performance Live
- 2010 - Divine Miss M in Performance

### Raccolte
- 1978 - The Best of Bette
- 1981 - The Best of Bette (1981)
- 1987 - Just Hits
- 1993 - Experience the Divine: Greatest Hits
- 2000 - Bette Midler: 3 for One
- 2008 - Jackpot! The Best Bette
- 2010 - Memories of You
- 2011 - Original Album Series
- 2015 - A Gift of Love

## Tour
- 1970–72: Continental Baths Tour
- 1972: Cross Country Tour
- 1973: The Divine Miss M Tour
- 1975: Clams on the Half Shell Revue
- 1975–76: The Depression Tour
- 1977–78: An Intimate Evening with Bette
- 1978: The Rose Live in Concert
- 1978: World Tour
- 1979–80: Bette! Divine Madness
- 1980: Divine Madness: Pasadena
- 1982–83: De Tour
- 1993: Experience the Divine
- 1994: Experience the Divine Again!
- 1997: Diva Las Vegas
- 1999: Bathhouse Betty Club Tour
- 1999–2000: The Divine Miss Millennium Tour
- 2003–04: Kiss My Brass
- 2005: Kiss My Brass Down Under
- 2008–10: The Showgirl Must Go On
- 2015: Divine Intervention Tour

## Videoclip
- 1984: The Bette Midler Show - registrato a Cleveland nel febbraio 1976 durante The Depression Tour ed uscito in VHS.
- 1997: Diva Las Vegas - registrato nell'omonima città il 18 gennaio 1997 e trasmesso dalla tv americana HBO e successivamente pubblicato in DVD. Lo spettacolo ha vinto un Premio Emmy nel 1997.[10]
- 2010: The Divine Miss M in Performance - varie registrazioni dai tour: De Tour (Minneapolis), the Continental Baths (New York) e parti dello show Telethon del 1971. Trasmesso dal canale HBO nel 1980 e realizzato in DVD.
- 2011: The Showgirl Must Go On - registrato al Caesars Palace di Las vegas il 31 dicembre 2010 da HBO e pubblicato in DVD.